# Sancho de Ávila Daza
Sancho de Ávila Daza   (Àvila, 21 de setembre de 1523 (Gregorià) - Lisboa, març 1583) va ser un general espanyol que era el responsable de les tropes durant el saqueig que van dur a terme a Anvers, i que va significar la mort de més de 7.000 persones. Va ser considerat un heroi militar en la bibliografia espanyola. Dona nom a un carrer de Barcelona des del 1929 i a un tanatori a la mateixa ciutat des del 1968.

## Trajectòria
Nascut a Àvila, primer va ser el comandant de la guarda de seguretat del duc d'Alba. Va ser en aquesta funció que va detenir el comte d'Egmont.
Quan va començar la Guerra dels Vuitanta Anys, va patir una derrota a la Batalla de Le Quesnoy. També va participar en el setge de Middelburg de 1572 i en la batalla de Flushing un any després. El 1574, va derrotar a Lluís i Enric, germans de Guillem el Silenciós, a la batalla de Mookerheyde.
El 3 d'octubre del 1576 les tropes holandeses van prendre Anvers als espanyols. Els espanyols van resistir al castell un mes esperant els reforços, i amb la seva arribada van expulsar els holandesos. Després va ser quan els soldats espanyols, que feia mesos que no cobraven per la fallida de la monarquia espanyola, van saquejar la ciutat. Sancho de Ávila era el comandant de les tropes espanyoles a la Ciutadella d'Anvers, era responsable dels qui van dur a terme el Saqueig d'Anvers o de la Fúria espanyola, però no va evitar els excessos dels soldats. A mans dels soldats espanyols que havien de defensar la ciutat van perdre la vida entre 7.000 i 18.000 persones i resultaren danyats una gran quantitat de béns.
El 1580 va participar amb el duc d'Alba a la batalla d'Alcântara. El mateix any va capturar la ciutat portuguesa clau de Porto, que va assegurar la unió d'Espanya amb Portugal durant més de 60 anys i que va acabar amb Antoni I de Portugal, prior de l'exèrcit de Crato a la Guerra de Successió Portuguesa.
Va morir més tard a Lisboa d'una infecció de ferida, que va tenir durant una incursió a Portugal.

## Reconeixements
Barcelona va dedicar un carrer al general el 1929 per haver conquerit Anvers i Porto, segons el nomenclàtor de carrers de la ciutat. El 2014 hi va haver una petició perquè el carrer passés a anomenar-se Miquel Martí i Pol, però a mitjan dècada del 2020 no s'havia canviat.
El militar també dona nom a un dels tanatoris més importants de Barcelona, construït en el mateix carrer el 1968. Serveis Funeraris de Barcelona ja va manifestar el 2014 que passi el que passi amb el nom del carrer, el nom del tanatori no el canviarà.